# Englische Powhatankriege

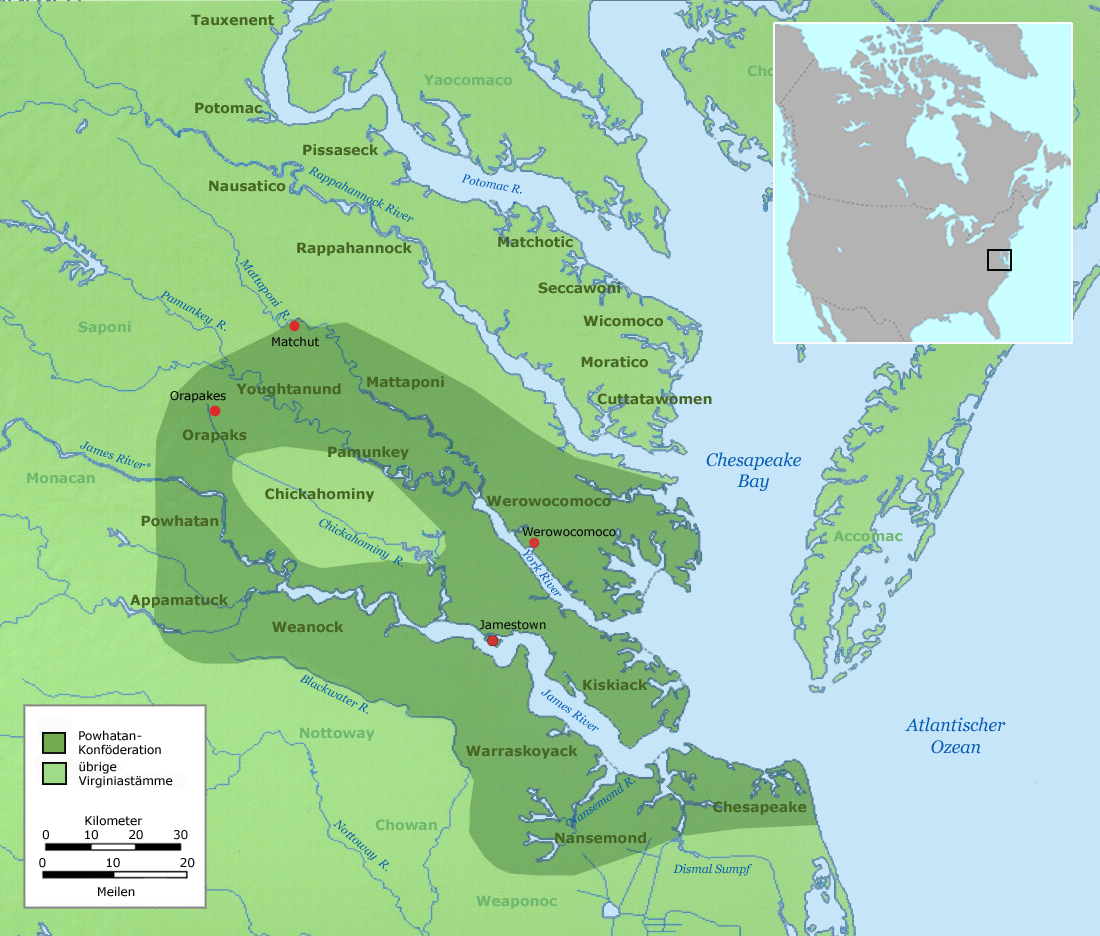
Verbreitung der Stämme in Virginia um 1610

Die Englischen Powhatankriege waren zwei Kriege zwischen englischen Siedlern in Jamestown und dem Indianerstamm der Powhatan in der Kolonie Virginia in Nordamerika.

## Vorgeschichte
Stämme in der näheren Nachbarschaft der Powhatan-Konföderation mussten bereits mit den allerersten europäischen Invasoren Nordamerikas ihre Erfahrungen machen. 1528 traf der Eroberer (Konquistador) Pánfilo de Narváez auf die Apalachee, sowie die Choctaw im Bereich der Mobile-Bucht. 1540 durchquerten Hernando de Soto und sein Trupp South Carolina, North Carolina und die Appalachen; schließlich kam es zur Schlacht von Mauvilla, in der tausende starben. Die Expeditions- und Raubzüge der Spanier auf der Suche nach Gold nach dem Vorbild von Cortés wurden mit großer Brutalität und Skrupellosigkeit geführt. Man versklavte Indianer, nahm häufig Führer und Häuptlinge als Geiseln, ernährte sich vom Plündern der Vorräte, brannte viele Dörfer nieder. Der furchterregende Ruf der Europäer wird auch die Powhatan erreicht haben.
In den Folgejahren suchten spanische Schiffe in der Region der Chesapeake Bay nach einer Durchfahrt nach Indien. Es ergaben sich zwei weitere dramatische Begegnungen, die für die Powhatan von unmittelbarer Bedeutung waren.

### Don Luis und die toten Jesuiten
Auf einer spanischen Erkundungsfahrt im Jahr 1561 wurde in der Chesapeake Bucht ein Indianerjunge, ein Häuptlingssohn der Powhatan, aufgegriffen und mehr oder weniger freiwillig nach Spanien und später nach Mexiko gebracht. Die Spanier nannten ihn Paquiquino, später wurde er auf den Namen Don Luis de Velasco getauft. Don Luis wurde über 9 Jahre lang erst von Domikanern, dann von Jesuiten unterrichtet und auf seine Aufgabe als Übersetzer und Führer vorbereitet. 1570 wurden acht Jesuiten und ein Ministrant in die alte Heimat von Don Luis gebracht, um dort eine Mission zu errichten (Ajacán Mission). Schon in den ersten Tagen besuchte Don Luis seinen alten Stamm, wurde dort wieder aufgenommen und seinem Stand entsprechend mit mehreren Frauen verheiratet. Nach wenigen Tagen kehrte er nicht mehr zu den Jesuiten zurück. Die Padres, in großer Not, ihren Kontaktmann zu verlieren, statteten dem Dorf einen Besuch ab und appellierten eindringlich an Don Luis, von seinem sündigen Leben Abstand zu nehmen und wieder zu ihnen und zu seinem Glauben zurückzukehren. In der Folge erschlugen Don Luis und die Seinen alle Jesuiten mit deren eigenen Äxten. Zur Erklärung dieser Taten wurden bis heute verschiedenste Ansätze vorgebracht: Verwirrung durch den Teufel, Beschämung durch Abfall vom Glauben, misslungene Christianisierung, Dilemma wegen Abwertung und Verdammung der Bigamie und indigener Sitten, Rache für Deportation und Erniedrigungen, mangelndes Verständnis der Jesuiten für die Schenkökonomie der Powhatans, mangelhafte Kommunikation und Wertschätzung, Hungertod, Tötung der Jesuiten als synkretistisches Menschenopfer: die Priester geben ihr Leben für die Erlösung der Indianer.
Der Ministrant, Alonso, wurde verschont und vom Häuptling adoptiert. Nach Bekanntwerden des Massakers unternahm 1572 Menéndez de Avilés mit 30 Soldaten eine Strafaktion, in der über zwanzig Einheimische getötet und einige danach in die Takelage gehängt wurden. Don Luis war nicht aufgefunden worden. Diese Ereignisse markierten den letzten Versuch der Spanier einer Kolonisation von Virginia und sie setzten den Ton für die weiteren Kontakte zwischen Einheimischen und den fremden Invasoren.

### Roanoke, die verlorene Kolonie
1585 gründeten die Engländer auf der Insel Roanoke, im heutigen North Carolina, ihre erste Kolonie in Nordamerika. Die Eingeborenen wurden schon bei der ersten Begegnung verdächtigt, einen Silberbecher gestohlen zu haben. Die Situation eskalierte bis zu einer rasenden Strafexpedition durch die Engländer unter Richard Grenville, man verbrannte und vernichtete ihre Maisfelder und plünderte ihre Stadt, die gesamte Bevölkerung floh. Trotz dieses Vorfalls und knapper Nahrungsmittel entschied Grenville, 107 Mann auf der Insel zurückzulassen. Er versprach seine Rückkehr mit Hilfsgütern im Folgejahr. Im Juni 1586 konnte ein Angriff der Indianer abgewehrt werden. 1587 wurde eine neue Gruppe von 115 Siedlern von John White auf die Insel gebracht. Als White dann 1590 zur Insel zurückkehrte, war die Kolonie verlassen. Von den Bewohnern fehlte jede Spur.

## Der Erste Englische Powhatankrieg
1608 hatte der Wahunsonacock, der Häuptling der Powhatan, bereits beschlossen, die Engländer von seinem Land zu vertreiben, indem er ihnen die Nahrungszufuhr unterband. Im selben Jahr waren weitere Siedler angekommen, und Wahunsonacock war von anderen gewarnt worden, die Engländer kämen nicht des Handels wegen, sondern um sein Land zu besitzen. Die Engländer waren auch zu dem Schluss gekommen, sie müssten Gewalt anwenden, da die Indianer die englische Herrschaft nicht freiwillig akzeptieren würden. Und so übertrug die Virginia Company ihrem Gouverneur beinahe absolute Machtfülle und begann mit der Anwerbung von Veteranen der Feldzüge in den Niederlanden und Irland. Nach der Ankunft von sechs Schiffen mit weiteren 250 Siedlern brachen die Feindseligkeiten aus. Die Engländer raubten Korn, brannten Häuser nieder und griffen die Indianer an. Diese gingen zum Gegenangriff über, fügten den Kolonisten schwere Verluste zu und zwangen sie, sich in Jamestown zu verschanzen. Die Indianer gingen nun zur Belagerung über.
Während der Belagerung vom November bis Mai starb die Hälfte der Garnison an Unterernährung und Krankheiten oder kam bei Fluchtversuchen um. Die Bewohner Jamestowns waren gezwungen, Pferde, Hunde und Ratten zu essen. Es kam sogar zu Fällen von Kannibalismus, gegen den mit schweren Strafen vorgegangen wurde. Im Mai 1610 waren nur noch 60 Siedler am Leben.
Am 7. Juni 1610 verließen die Überlebenden Jamestown und segelten flussabwärts. Am folgenden Tag kam die Wende: Der neu ernannte Gouverneur Lord de la Warr erreichte mit drei Schiffen und 150 Mann (davon ungefähr 100 Soldaten) die Kolonie. Er änderte die Taktik der Siedler zu einer der Verbrannten Erde – von nun an überfielen sie die Felder und Dörfer der Powhatan und brannten sie nieder.
Zwischen April und August 1611 kamen weitere 600 Kolonisten mit Nahrung, Waffen und Munition an.
1614 stellten beide Seiten die Feindseligkeiten ein, ohne formell Frieden zu schließen. Den Engländern war es gelungen, sich in Virginia zu halten, und sie hatten Bündnisse mit Stämmen am Ostufer geschlossen. Die Chickahominies hatten sogar Jakob I. als ihren König anerkannt. Die Heirat der Tochter Wahunsonacocks, Pocahontas, mit dem Engländer John Rolfe im April des Jahres war ein Symbol für den neuen Frieden zwischen den beiden Völkern.
Am 22. März 1622 kam es zu einem Angriff Opechancanoughs (ein Sohn Wahunsonacocks), auf die Engländer, dem so genannten Jamestown-Massaker, bei dem 347 Siedler (ungefähr ein Viertel der Einwohnerschaft) getötet wurden. Dieser Angriff wurde später zur moralischen Legitimation für die Auslöschung der Indianer in Neuengland herangezogen.

## Der Zweite Englische Powhatankrieg
Der Zweite Englische Powhatankrieg begann 1644 als letzter Versuch der Indianer, die englischen Siedler aus ihrer Kolonie Jamestown zu vertreiben. Die Siedler wollten die Indianer endgültig schlagen, nachdem sie sie bereits im Ersten Englischen Powhatankrieg dezimiert hatten. Der Krieg endete wiederum mit einer Niederlage der Indianer. Das Ergebnis war eine annähernde Ausrottung aller Indianer in der Tidewater Region Virginias. Der Friedensvertrag von 1646 machte allen Hoffnungen ein Ende, dass Siedler und Indianer friedlich zusammenleben könnten.

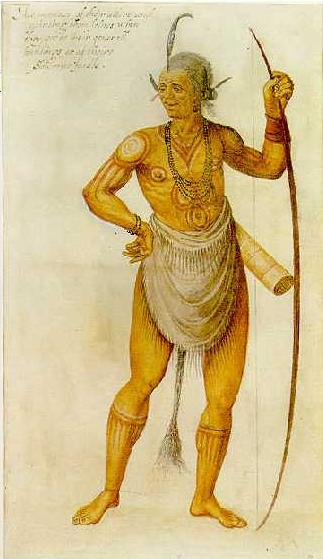
Opechancanough
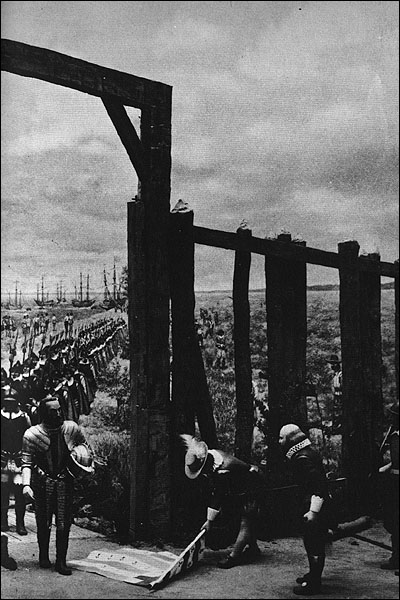
Historisierende Darstellung der Ankunft Thomas Wests in Jamestown
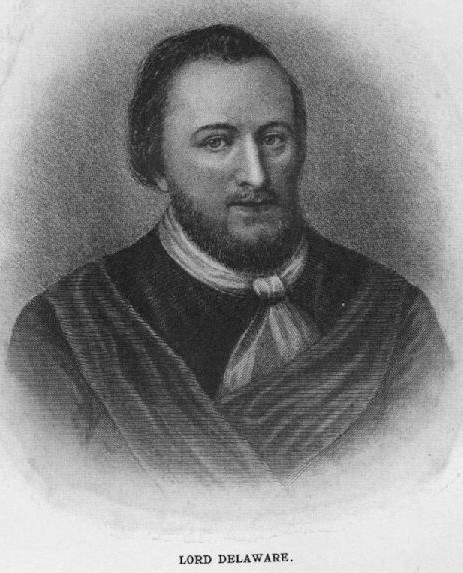
Thomas West, Lord De La Warr